# Мазовецька залізниця
Мазовецька залізниця — регіональний залізничний оператор у Мазовецькому воєводстві, Польща.

## Історія
Компанія була заснована у 2004 році як спільне підприємство Мазовецького воєводства, що має 51 % акцій, а потім державна компанія PKP Регіональний перевізник, що володіє 49 % акцій, для обслуговування місцевих пасажирських перевезень у воєводстві. Вона розпочала роботу 1 січня 2005 року. З кінця 2007 року Мазовецька залізниця повністю належить Мазовецькому воєводству.

## Транспортні засоби
Спочатку склад транспортних засобів складався зі старих електропоїздів, перехоплених із PKP. Вони були поступово модернізовані, а інші одиниці придбали як б/в в інших операторів. Пізніше компанія придбала або орендувала новий склад. Станом на 2010 рік у Мазовецькій залізниці було менше 200 PKP класів EN57, п'ять EN71 і два EW60. Крім того, компанія придбала сім вантажних вагонів класу 627 та чотири 628 дизель-поїздів для обслуговування неелектризованих маршрутів.
У 2008 році компанія придбала 10 сучасних Stadler FLIRT EMU і 26 Bombardier двоповерхових вагонів разом з 11 головними вагонами. На початку Мазовецька залізниця орендувала 11 EL07 електровозів із PKP Cargo для роботи цих поїздів, з 2011 року їх витягує TRAXX P160 DC, придбаний у «Bombardier».
У 2011 році компанія придбала 16 PESA ELF EMU класу EN76 та 4 SA135 DMU, також від PESA.
Рухомий склад на травень 2021:
| Клас  | Зображення | Кількість секцій | Тип          | Найвища швидкість | Найвища швидкість | Кількість | Виробник       | Вироблено       |
| Клас  | Зображення | Кількість секцій | Тип          | км/год            | миль/год          | Кількість | Виробник       | Вироблено       |
| ----- | ---------- | ---------------- | ------------ | ----------------- | ----------------- | --------- | -------------- | --------------- |
| EU47  |            | N/A              | Електровоз   | 160               | 99                | 11        | Bombardier     | 2011            |
| 111Eb |            | N/A              | Електровоз   | 160               | 99                | 2         | Pesa Bydgoszcz | 2016            |
| EN57  |            | 3                | Електропоїзд | 110               | 68                | 185       | Pafawag        | 1962-1994       |
| EW60  |            | 3                | Електропоїзд | 100               | 62                | 2         | Pafawag        | 1976-1984       |
| EN71  |            | 4                | Електропоїзд | 110               | 68                | 6         | Pafawag        | 1976-1984       |
| ER75  |            | 4                | Електропоїзд | 160               | 99                | 10        | Stadler        | 2008            |
| EN76  |            | 4                | Електропоїзд | 160               | 99                | 16        | Pesa Bydgoszcz | 2012-2014       |
| 45WE  |            | 5                | Електропоїзд | 160               | 99                | 12        | Newag          | 2015            |
| VT627 |            | 1                | Дизель-поїзд | 120               | 75                | 6         | LHB            | 1974-1982       |
| VT628 |            | 2                | Дизель-поїзд | 120               | 75                | 4         | MAN            | 1974            |
| SA135 |            | 1                | Дизель-поїзд | 120               | 75                | 6         | Pesa Bydgoszcz | 2010-2011       |
| 222M  |            | 2                | Дизель-поїзд | 130               | 81                | 2         | Newag          | 2013            |
| ER160 |            | 5                | Електропоїзд | 160               | 99                | 61        | Stadler        | 2019-сьогодення |

- Bombardier двоповерхові вагони: 37 штук (11 з яких — це кабіни)
- Bombardier TRAXX P160 DC (EU47) електродвигуни: 11 штук

## Залізничні лінії

### Головні лінії
- По Варшавській трансміській залізниці
  - KM1 line до Скерневиць, через Прушкув, Гродзиськ-Мазовецький, Жирардув
  - KM2 line ло Лукова, через Сулеювек, Мінськ-Мазовецький, Седльце
  - KM3 line до Кутно, через Сохачев, Лович
  - KM7 line до Дембліна, через Отвоцьк, Пілява
  - частина KM8 line до Скаржисько-Каменна, через Пясечно, Радом
  - частина KM8 line до Ґура-Кальварія, через Пясечно
  - незначна частина KM9 line до Дзялдово, Млава через Леґьоново, Насельськ
  - незначна частина KM6 line до Тлуща, через Воломін
- На Варшавській кільцевій лінії: основна частина лінії KM9 від Варшава-Вола та Варшава-Гданська до Млава, Дзялдово, через Леґьоново, Насельськ
  - До кінця 2011 року Мазовецька залізниця також використовувала лінію S9 між Варшавою-Гданською та Леґьоново для Варшавського транспортного управління, яка працювала поза системою тарифу компанії та брендингу
- значна частина KM6 line зі станції Варшава-Віленська до Малкіня-Ґурна, через Воломін, Тлущ (Варшава — Тлущ — найпопулярніший напрямок)

### Другорядні лінії
- З Леґьоново до Тлуща
- З Радома до Джевиці
- З Радома до Дембліна
- З Насельська до Серпця
- З Тлуща) до Остроленка
- З Седльце до Черемхи
- З Серпця, через Плоцьк, до Кутно

### Регіональний Експрес
Поїзди, які конкурують з «InterRegio» та «PKP Intercity». Більшість із них обладнані кондиціонерами та доступні для інвалідів.
- Локомотив-штовханий:
  - Łukowianka на KM2 line з Лукова до Варшави, через Седльці, Мінськ-Мазовецький
  - Mazovia на KM3 line з Плоцька до Варшави, через Кутно, Лович, Сохачев
  - Radomiak на KM8 line з Скаржиська-Каменної до Варшави, через Радом, Пясечно
  - Słoneczny з Варшави до Гдині чи Устки, через Леґьоново, Насельськ, Дзялдово, Гданськ
  - Wiedenka на KM1 line зі Скерневиць до Варшави, через Жирардув
- EMU:
  - Bolimek на KM1 line з Жирардува до Варшави
  - Rudka on KM2 line із Седльців до Варшави, через Мінськ-Мазовецький

Деякі потяги на KM2 line Варшава — Мінськ-Мазовецький — Седльці не зупиняються на певних зупинках.

## Співпраця з системою громадського транспорту Варшави
У межах Варшавської агломерації довгострокові та середньострокові квитки, випущені органом громадського транспорту (ті, що дійсні протягом 24 годин або довше), раніше затверджені в міських автобусах, трамваях, метро або швидкій міській залізниці, використовуються на всіх регулярних рейсах Мазовецької залізниці.